# Rhynchosauria
I rincosauri (Rhynchosauria) sono uno strano gruppo di rettili diapsidi estinti, fossili del Triassico (tra 240 e 210 milioni di anni fa). I loro resti sono stati rinvenuti in Europa, Sudamerica, Africa e India.

## Un becco a cesoia
Questi curiosi erbivori erano molto abbondanti nel Triassico medio e superiore (in alcune località fossilifere i loro resti coprono una percentuale tra il 40 e il 60 % degli esemplari totali) e sono caratterizzati da un corpo robusto e un becco potente.
Forme primitive, come Mesosuchus e Howesia, del Triassico inferiore, erano vagamente simili a lucertole, con una costruzione del cranio simile a quella del diapside primitivo Youngina. Questi animali, tuttavia, mostravano già alcune caratteristiche che si ritrovano nei rincosauri successivi: il becco tipico del gruppo, ad esempio, si stava già sviluppando. In forme successive, più evolute, il cranio è corto, largo e di forma triangolare. 

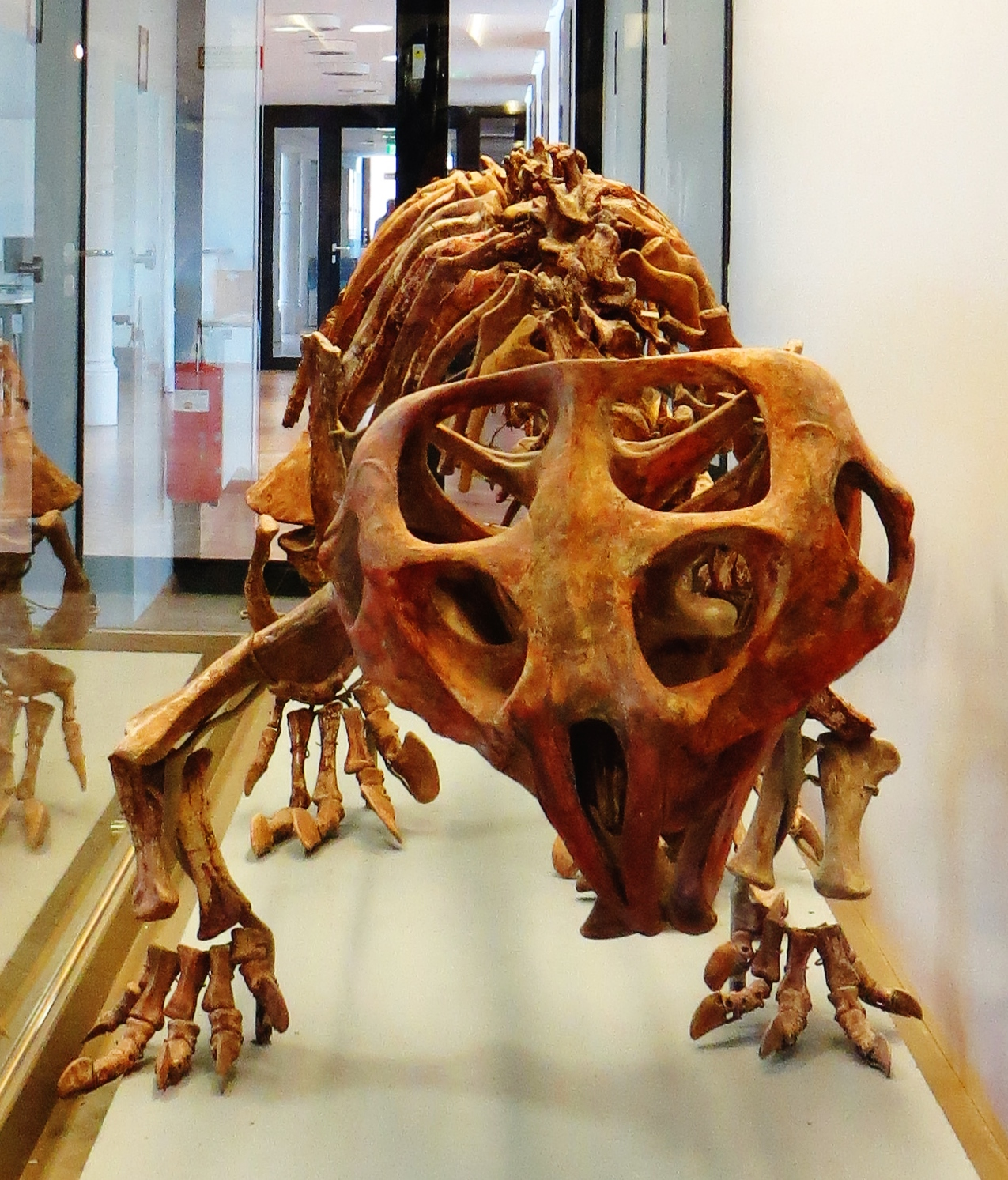
Scheletro di Hyperodapedon sanjuanensis

Negli ultimi generi (ad esempio Hyperodapedon) esso è più largo che lungo, con una regione delle guance molto profonda; la premascella si estende all'infuori e all'ingiù, andando a formare il becco superiore. La mascella inferiore era anch'essa profonda, e quando la bocca era chiusa si andava a incastrare perfettamente con la mascella. Questa azione "a cesoia" permetteva ai rincosauri di tagliare materiale vegetale duro e fibroso. Il cranio largo serviva per l'inserzione di potenti muscoli masticatori.
Anche i denti dei rincosauri erano molto particolari: quelli della mascella e del palato erano modificati in larghe superfici per macinare il cibo. Le zampe posteriori erano dotate di grandi artigli, forse per dissotterrare radici e tuberi. Come molti animali della loro epoca, i rincosauri sono stati trovati in luoghi attualmente molto distanti fra loro: all'epoca, infatti, i continenti erano ancora riuniti in un'unica massa di terra denominata Pangea.

## Estinzione
Questi animali, così abbondanti nel Triassico, scomparvero improvvisamente alla fine del periodo, forse a causa dell'estinzione della flora a Dicroidium che costituiva il loro principale nutrimento.

## Classificazione
Fin dall'anno della loro prima descrizione, avvenuta ad opera di Thomas Henry Huxley nel 1887, i rincosauri hanno sempre rappresentato un enigma per i paleontologi. Il loro bizzarro aspetto li rendeva diversi da tutti i rettili noti. Per lungo tempo questi animali sono stati considerati lontani parenti dei rincocefali (tra cui l'odierno tuatara), ma recenti analisi hanno dimostrato che i rincosauri sono invece primitivi arcosauromorfi, affini a un altro strano gruppo di rettili, i trilofosauri.
Qui di seguito è illustrato un cladogramma, semplificato da http://www.helsinki.fi/~mhaaramo/metazoa/deuterostoma/chordata/reptilia/archosauromorpha/rhynchosauria.html .
```
 †
Rhynchosauria
 Osborn, 1903 
  |?- †
Noteosuchus colletti
 (Watson, 1912) Broom, 1925 
  |?- †
Colobops noviportensis
 Pritchard, Gauthier, Hanson, Bever & Bhullar, 2018
  |-- †
Mesosuchus browni
 Watson, 1912
  `--+-- †
Howesia browni
 Broom, 1905
     `--+-- †
Eohyosaurus wolvaardti
 Butler, Ezcurra, Montefeltro, Samathi & Sobral, 2015
        `--o †Rhynchosauridae sensu Butler et al., 2015 
           |?- †
Eifelosaurus triadicus
 Jaekel, 1904
           |?- †
Mesodapedon kuttyi
 Chatterjee, 1980
           |--o †Rhynchosaurinae
           |  `-- †
Rhynchosaurus articeps
 Owen, 1841
           `--o †Hyperodapedontidae (Lydekker, 1885) Langer, Montefeltro, Hone, Whatley & Schultz, 2010 
              `--+-- †
Langeronyx brodiei
 (Benton, 1990) Ezcurra, Montefeltro & Butler, 2016 
                 `--+--o †Stenaulorhynchinae sensu Ezcurra, Montefeltro & Butler, 2016
                    |  |-- †
Stenaulorhynchys stockleyi
 (Haughton, 1932) Huene, 1938 
                    |  `-- †
Brasinorhynchus mariantensis
 Schultz, Langer & Montefeltro, 2016
                    `--+-- †
Bentonyx sidensis
 Langer, Montefeltro, Hone, Whatley & Schultz, 2010
                       `--+-- †
Fodonyx spenceri
 (Benton, 1990) Hone & Benton, 2008 
                          `--+-- †
Ammorhynchus navajoi
 Nesbitt & Whatley, 2004
                             `--o †Hyperodapedontidae (Lydekker, 1885) Langer, Montefeltro, Hone, Whatley & Schultz, 2010
                                |-- †
Isalorhynchus genovefae
 Buffetaut, 1983 
                                `--o †Hyperdapedontinae (Lydekker, 1885) Chatterjee, 1969 sensu Langer & Schultz, 2000
                                   |-- †
Teyumbaita sulcognathus
 (Azevedo & Schultz, 1987) Montefeltro, Langer & Schultz, 2010 
                                   |-- †
Oryctorhynchus bairdi
 Sues, Fitch & Whatley, 2020 
                                   |-- †
Otischalkia elderae
 Hunt & Lucas, 1991
                                   `--o †
Hyperodapedon
 Huxley, 1859 
                                      |?- †
H. australis
 (Huene, 1926)
                                      |?- †
H. lotziana
 (Huene, 1942)
                                      |-- †
H. huenei
 Langer & Schultz, 2000 
                                      `--+-- †
H. mariensis
 (Tupi-Caldas, 1933) 
                                         |--+-- †
H. huxleyi
 Lydekker, 1881
                                         |  `-- †
H. gordoni
 Huxley, 1859
                                         `--+?- †
H. fischeri
 (Woodward, 1907) sensu Langer & Schultz, 2000
                                            `-- †
H. sanjuanensis
 (Sill, 1970) sensu Langer & Schultz, 2000
```